# Con Cremin
Cornelius Christopher Cremin (* 6. Dezember 1908; † 18. April 1987) war ein irischer Diplomat.

## Leben
Cornelius Christopher Cremin war der zweite Sohn von Ann Singleton (Kenmare, Co. Kerry) und D. J. Cremin. Er studierte am University College Cork der National University of Ireland, wo er den Grad eines Bachelor der Wirtschaftswissenschaften und den Grad eines Master der Klassischen Altertumswissenschaft erlangte. Dank eines für drei Jahre bewilligten Reisestipendiums konnte er seine Studien der Altertumswissenschaft von 1931 bis 1934 an der British School at Athens, an der British School at Rome, an der Ludwig-Maximilians-Universität in München und an der University of Oxford fortsetzen. In Oxford erwarb er 1934 das Diplom der Klassischen Archäologie.
1935 trat Cremin als Gesandtschaftssekretär dritter Klasse („third secretary“) in den auswärtigen Dienst. Von 1937 bis 1943 war er Gesandtschaftssekretär in Paris. Von 1943 bis 1945 war er Geschäftsträger in Berlin. (Die Auslandsvertretungen der Republik Irland hatten bis zum Inkrafttreten des Republic of Ireland Act im Jahre 1949 noch nicht den Status von Botschaften, da bis dahin der König des Vereinigten Königreiches formal irisches Staatsoberhaupt war.) Am 22. November 1943 wurde das Gebäude der irischen Gesandtschaft beim Bomberangriff auf das Botschaftsviertel Berlin vollständig zerstört (wie auch die schwedische, die portugiesische und die türkische Botschaft sowie die Nuntiatur). Cremin übersiedelte in das Schloss Staffelde bei Kremmen.
Von 1945 bis 1946 war Cremin Geschäftsträger in Lissabon, anschließend war er im irischen Außenministerium tätig, von 1948 bis 1950 als Staatssekretär. Von 1950 bis 1954 war er Botschafter in Paris. In dieser Zeit leitete er auch die irische Delegation bei der Organisation für wirtschaftliche Zusammenarbeit und Entwicklung (OECD); von 1952 bis 1954 war er Stellvertretender Vorsitzender des Oberen Rates der OECD. Von 1954 bis 1956 war er Botschafter beim Heiligen Stuhl.
Von 1956 bis 1958 war Cremin Ambassador to the Court of St James’s, von 1958 bis 1962 zum zweiten Mal Staatssekretär im Außenministerium und von 1963 bis 1964 erneut Ambassador to the Court of St James’s. Ab 1964 war ständiger Vertreter der irischen Regierung beim UN-Hauptquartier in New York City.
Von 1973 bis 1979 leitete er die irische Delegation zur dritten UN-Konferenz über Seerecht. Diese Aufgabe führte auch fort (bis 1979), nachdem er am 7. Februar 1974 als Botschafter in den Ruhestand versetzt worden war.

## Familie
Cornelius Christopher Cremin heiratete 1935 Patricia Josephine O’Mahony, die aus Killarney stammende Tochter eines hohen Beamten des irischen Gesundheitsdienstes. Aus der Ehe gingen drei Töchter und ein Sohn hervor. Nach dem Tod seiner Frau heiratete er 1974 in zweiter Ehe Mary Eta Murphy.

## Ehrungen
- 1954: Großoffizier der Ehrenlegion
- 1956: Großkreuz des Piusordens
- 1960: Großkreuz des Bundesverdienstkreuzes
- 1965: Ehrendoktorwürde der National University of Ireland

## Schriften
- The United Nations Conference on the Law of the Sea. In: Irish Studies in International Affairs, Bd. 1 (1979), S. 49–60.
- Northern Ireland at the United Nations, August/September 1969. In: Irish Studies in International Affairs, Bd. 2 (1980), S. 67–73.
- United Nations Peace-Keeping Operations: An Irish Initiative 1961-1968. In: Irish Studies in International Affairs, Bd. 4 (1984), S. 79–84.